# Movilele de la Păucea
Movilele de la Păucea este o arie protejată (arie specială de conservare — SAC, sit de importanță comunitară — SCI) din România, desemnată în scopul protejării biodiversității și menținerii într-o stare de conservare favorabilă a florei spontane și faunei sălbatice, precum și a habitatelor naturale de interes comunitar aflate în arealul zonei de protecție. Aceasta este situată în județul Sibiu, pe teritoriul administrativ al comunei Blăjel.

## Localizare
Aria naturală  se află în partea central-vestică a județului Sibiu (aproape de limita teritorială cu județul Mureș, la 15 km. distanță  față de Mediaș) pe teritoriul nord-vestic al satului Păucea, în apropiere de drumul național  DN14A, care leagă municipiul Mediaș de orașul Târnăveni.

## Înființare
Zona a fost declarată sit de importanță comunitară prin Ordinul Ministerului Mediului și Dezvoltării Durabile Nr.1964 din 13 decembrie 2007 (privind instituirea regimului de arie naturală protejată a siturilor de importanță comunitară, ca parte integrantă a rețelei ecologice europene Natura 2000 în România) și se întinde pe o suprafață de 8,6 hectare. Situl a fost protejat și ca arie specială de conservare în mai 2022.

## Biodiversitate

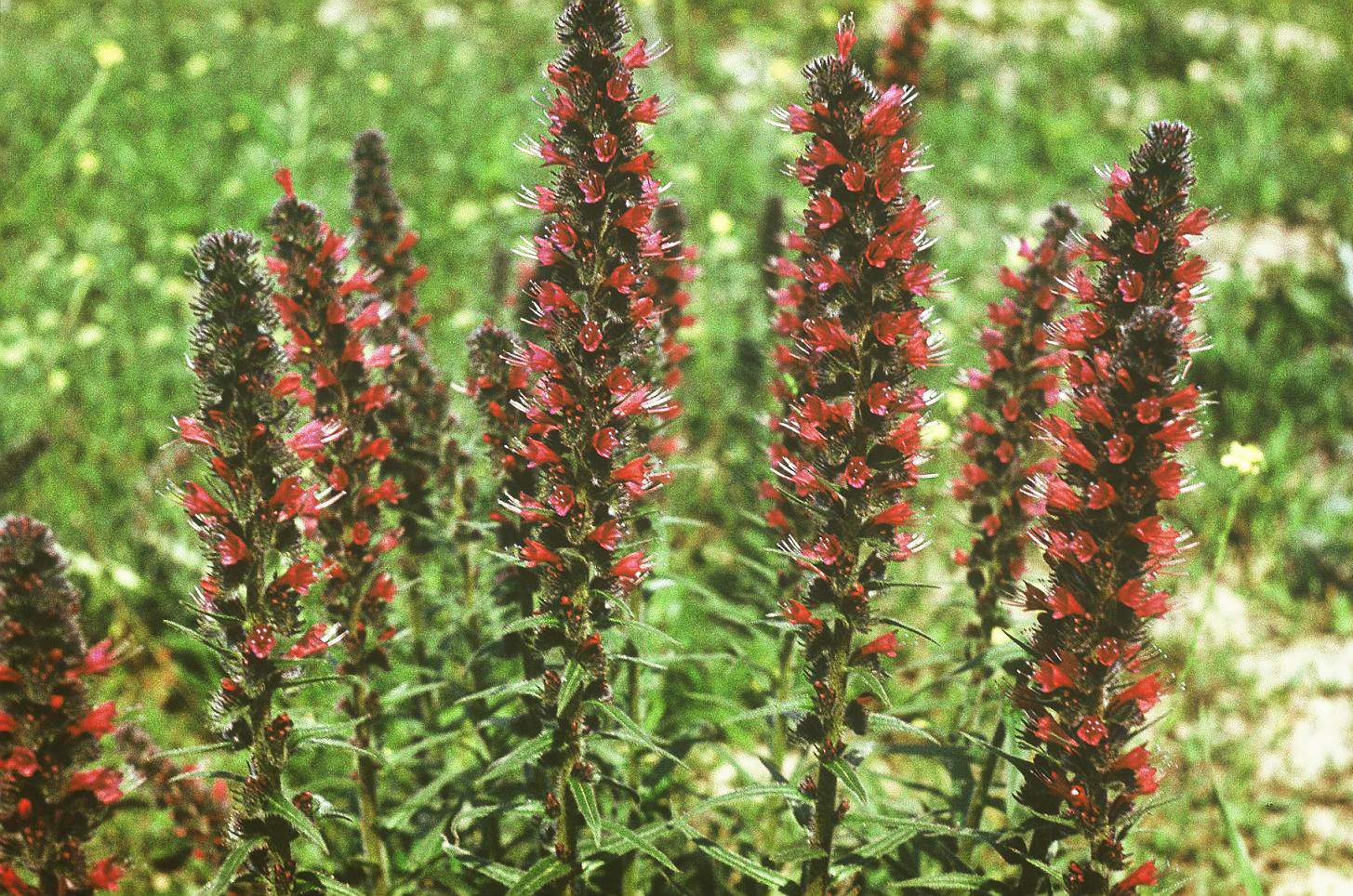
Capul-șarpelui (Echium russicum)

Aria protejată reprezintă o zonă cu pășuni și terenuri arabile (încadrată în bioregiunea continentală a Depresiunii colinare a Transilvaniei) aflată în partea sudică a Podișului Târnavelor (subunitate geomorfologică a Depresiunii Transilvaniei); ce cuprinde  versantul nordic al Dealului cu Bulbuci și cele trei movile aflate în vecinătatea acestuia. 
Situl a fost desemnat în scopul conservării unui habitat de interes comunitar de tip: Pajiști uscate seminaturale și faciesuri cu tufărișuri pe substrat calcaros (Festuco Brometalia) și protejării speciei Echium russicum (cunoscută sub denumirea populară de capul-șarpelui), o plantă rară din flora spontană a României, .
În arealul sitului este semnalată prezența mai multor specii ierboase; printre care unele protejate la nivel european prin Directiva CE 92/43/CE din 21 mai 1992 (privind conservarea habitatelor naturale și a speciilor de faună și floră sălbatică); astfel: zăvăcustă (Astragalus dasyanthus), prunus (Prunus tenella), drob (Chamaecytisus ratisbonensis), măzăriche (Lathyrus transsilvanicus), brei ovat (Mercurialis ovata), frăsinel (Dictamnus albus), chimionul porcului (Peucedanum officinale), jaleș (Salvia transsilvanica), lalea pestriță (Fritillaria orientalis), timoftică (Phleum hirsutum), unghia găii (Artagalus glycyphyllos), Gymnadenia conopsea (o specie de orhidee cunoscută sub denumirea populară de „Mâna Maici Domnului”), buhai (Listera ovata), rușcuță de primăvară (Adonis vernalis), gemănariță (Orchis papilonacea) și poroinic (cu specii de Orchis militaris și Orchis ustulata).

## Căi de acces
- Drumul național DN14 pe ruta: Sighișoara - Mediaș -DN14A spre - Blăjel
- Drumul comunal DC17 pe ruta: Mediaș - Valea Lungă - Păucea.

## Monumente și atracții turistice
În vecinătatea sitului se află numeroase obiective de interes istoric, cultural și turistic; astfel:

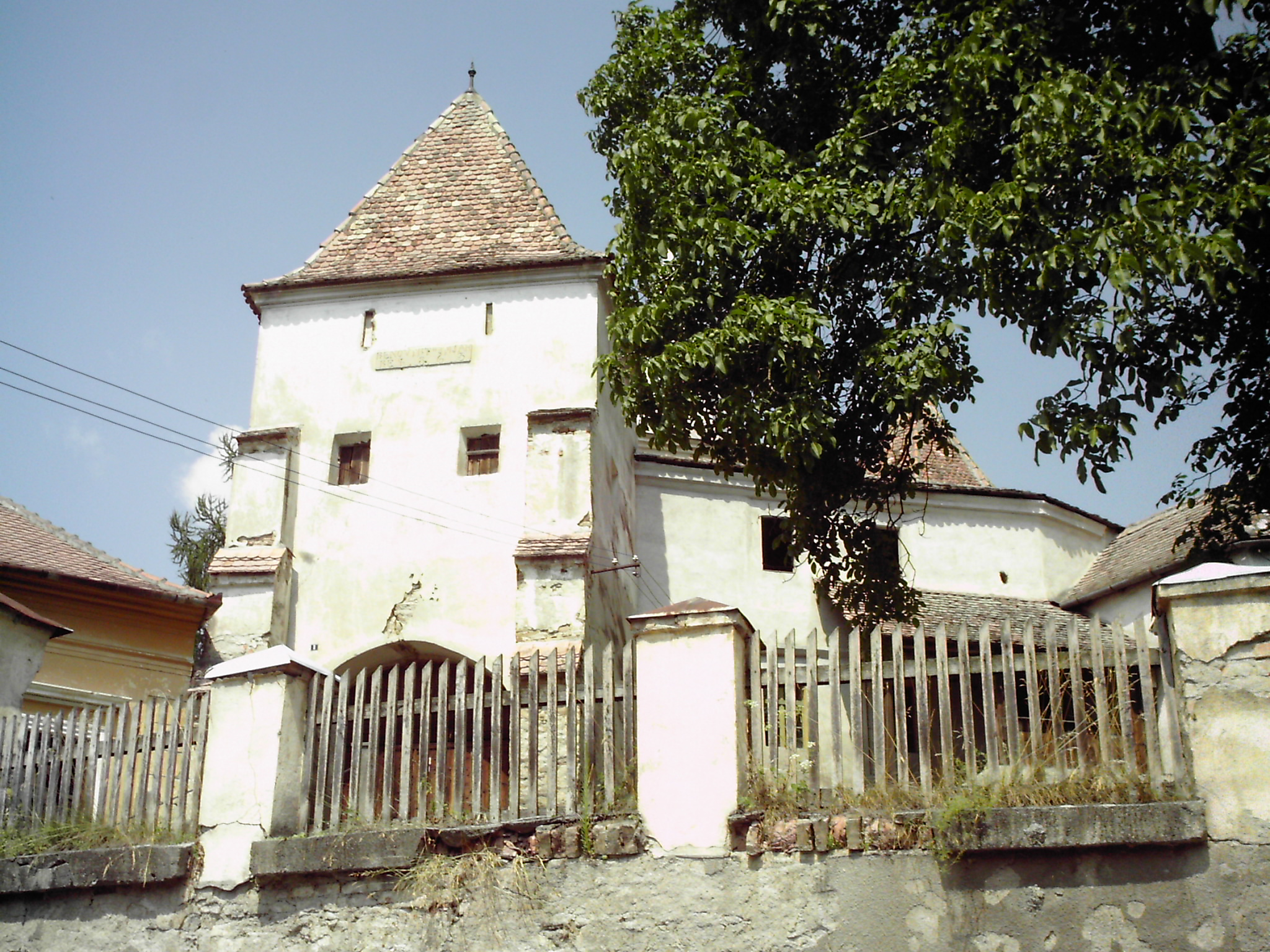
Biserica evanghelică fortificată din satul Curciu

- Biserica luterană din satul Blăjel construită în anul 1901 în stil neoromanic.
- Biserica greco-catolică din Blăjel, construcție 1864
- Biserica evanghelică din satul Păucea, construcție secolul al XX-lea.
- Biserica reformată din Păucea, construcție 1867.
- Biserica fortificată din Curciu, construcție secolul al XIV-lea.
- Biserica evanghelică fortificată din satul Dârlos, construcție secolul al XV-lea, monument istoric.
- Biserica Sfânta Margareta din Mediaș, (construcție în stil gotic 1330- 1340, refăcută în: 1437 - 1488, sec. XVI - XIX, 1927 - 1928), monument istoric.
- Biserica Bob din Mediaș (cu hramul Înălțarea Domnului), construcție 1826, monument istoric.
- Biserica romano-catolică "Imaculata Concepțiune" din Mediaș, construcție 1490-1515, monument istoric.
- Casa natală a lui Ștefan Ludwig Roth din Mediaș, construcție 1796, monument istoric.